# Hero wa Housouchuu
Hero wa Housouchuu (ヒーローは放送中) é uma canção de Hironobu Kageyama e Rica Matsumoto lançado em single pela first smile entertainment em 19 de janeiro de 2000.

## Produção
Kageyama compôs e cantou a faixa-título do single junto com Rica Matsumoto, que também contém a canção "Marugoto Watashi" em duas versões, uma cantada por Matsumoto e outra por Yosuke Tagawa. Já as letras ficaram por conta de um grande time, que inclui Shigeyuki Sasaki, Akihiro Mori, Miyako Nemuro, e outros. Um outro grande time ficou encarregado das letras do lado B, de ambas as versões, compostas pelo então roteirista da NHK, Akira Abe.
Tagawa foi o responsável pela produção e planejamento.
A música foi composta para ser o tema do programa Saturday Hot Request, da NHK, que foi ao ar de abril de 1996 a março de 2010. Era um programa musical de interação com ouvintes com participações de diferentes personalidades,  mas geralmente liderado por Tagawa. Pedidos de canções eram feitos baseados em um tema semanal. Algumas gravações eram feitas ao vivo, com participação do público presencialmente mediante um cartão postal enviado previamente. Em 2000, houve uma grande renovação do elenco, do qual Matsumoto fazia parte.

## Faixas
| N.º | Título                                                   | Letras                    | Música      | Arranjo | Duração |  |
| 1.  | "Hero wa Housouchuu" (vocal: H. Kageyama e R. Matsumoto) | Sasaki, Mori, Nemuro, etc | H. Kageyama |         | 4:00    |  |
| 2.  | "Marugoto Watashi" (vocal: Y. Tagawa)                    | Itsuka Takasuka e outros  | Akira Abe   |         |         |  |
| 3.  | "Marugoto Watashi" (vocal: R. Matsumoto)                 | Takasuka e outros         | Abe         |         |         |  |
| 4.  | "Hero wa Housouchuu (instrumental)"                      | instrumental              | H. Kageyama |         | 4:00    |  |